# Gabriel Guerreiro
Manuel Gabriel Siqueira Guerreiro (Oriximiná, 29 de dezembro de 1939 - Rio de Janeiro, 2 de janeiro de 2014) foi um político brasileiro.

## Biografia
Descendente de Corino da Silva Guerreiro e Cristina Siqueira Guerreiro, sua trajetória acadêmica foi iniciada com o curso de física, no ano de 1964, na Universidade do Brasil (RJ). Porém, não finalizou a graduação, após transferir – se para dar continuidade a mesma formação, dessa vez na Universidade de São Paulo – USP, interrompendo – a no ano conseguinte, 1965. Decidiu retornar ao Rio de Janeiro neste mesmo ano, inscrevendo-se em geologia na Universidade Federal do Rio de Janeiro (UFRJ), e no ano de 1969, adquiriu seu bacharelado.
Decidiu-se então, no ano de 1970, a seguir a carreira de professor-assistente dos cursos de engenharia química. Posteriormente a realização do mestrado em geologia econômica pela UFRJ, regressou ao seu estado natal, tornando – se no ano de 1973, chefe do laboratório de geologia, coordenador do colegiado do curso de geologia (1973-1975), chefe do departamento de geologia (1975-1976) e professor-assistente de geologia econômica da Universidade Federal do Pará (UFPA). 
O ano de 1975, foi de grande destaque em sua carreira, além dos cargos já citados, coordenou o convênio da UFPA com o Departamento Nacional de Produção Mineral (DNPM), relativo ao projeto Guaraí, desenvolvido na região do Gurupi (GO) e em Conceição do Araguaia (PA).

### Carreira política
Sua carreira política foi iniciada em outubro do ano de 1982, nas eleições para deputado estadual, representando o Partido do Movimento Democrático Brasileiro (PMDB). Entretanto, só tomou posse do cargo no mês de fevereiro de 1983, exercendo a vice-liderança do governo na Assembleia Legislativa e dividindo também, postos em outras áreas, como Diretor do Projetos de Geologia e Mineração Ltda (Progeo ) e presidente da Associação Profissional dos Geólogos da Amazônia (1979-1983). 
Dois anos depois, pleiteou em novembro uma vaga como deputado federal constituinte pelo seu estado de origem. Novamente obteve sucesso nas eleições, empeçando seu mandato na Assembleia Nacional Constituinte no ano conseguinte.
Integrou a Subcomissão da educação, Ciência e Tecnologia, do menor de idade e do idoso, da Comunicação, da família e Cultura e Esportes. Assumiu a titularidade da Subcomissão de Intervenção do Estado, da Comissão da Ordem Econômica, dos Princípios Gerais e do Regime de Propriedade do Subsolo e da Atividade Econômica. 
Nas votações essenciais, se declarou contra os laços diplomatas com países que possuíam políticas de discriminações raciais, pena de morte, absolvição aos micro e pequenos empresários e a jornada de 40 horas por semana. Sendo favorável em outros aspectos, como no mandato de segurança coletivo, do voto aos menosres de idade (16 anos), do turno sem parar durante um período de seis horas, do anúncio prévio proporcional, proibição do comércio de sangue, da unicidade sindical, desapropriação da propriedade produtiva para fins de reforma agrária, do encargo de cinco anos ao presidente José Sarney, legalização do jogo do bicho, da proteção ao trabalho contra demissão sem justa causa, nacionalização do subsolo, da limitação dos juros reais em 12% ao ano, da limitação dos encargos da dívida externa, do presidencialismo, das férias com 1/3 maior do salário e do direito de greve, inclusive para funcionários públicos e da criação de um fundo de auxílio à reforma agrária.
No ano de 1988, fez uma correção no projeto Bernardo Cabral, tal mudança auxiliava a exploração mineral em reservas indígenas e biológicas, parques nacionais e áreas de fronteira. Um fato no mesmo ano, que ajudou Manuel, foi a proclamação, no dia 5 de outubro, da nova constituição. Retomando suas atividades na Câmara. 
Muito prestigiado dentro e fora do âmbito político, logrou-se presidente da Companhia de Mineração do Pará — a renomada Paraminérios até abril de 1993.
No primeiro dia do ano de 1997, virou deputado estadual e foi reeleito no ano posterior. Ficou na vice-liderança como deputado estadual mais votado do PMDB. Foi escolhido para liderar o partido na Assembleia Legislativa.
Ao associar-se ao Partido Verde (PV), decretou sua regressão a assembleia Legislativa paraense nas eleições de 2006.

### Cassação
Em novembro de 2013, seu mandato de deputado estadual foi cassado pelo TRE do Pará, por abuso de poder político e econômico durante as eleições de 2010. Porém, em dezembro de 2013, o Tribunal Superior Eleitoral (TSE) reconduziu Gabriel Guerreiro ao cargo.

## Morte
Morreu em 2 de janeiro de 2014, na cidade do Rio de Janeiro, vítima de infarto, aos 74 anos de idade.